# World Series by Renault

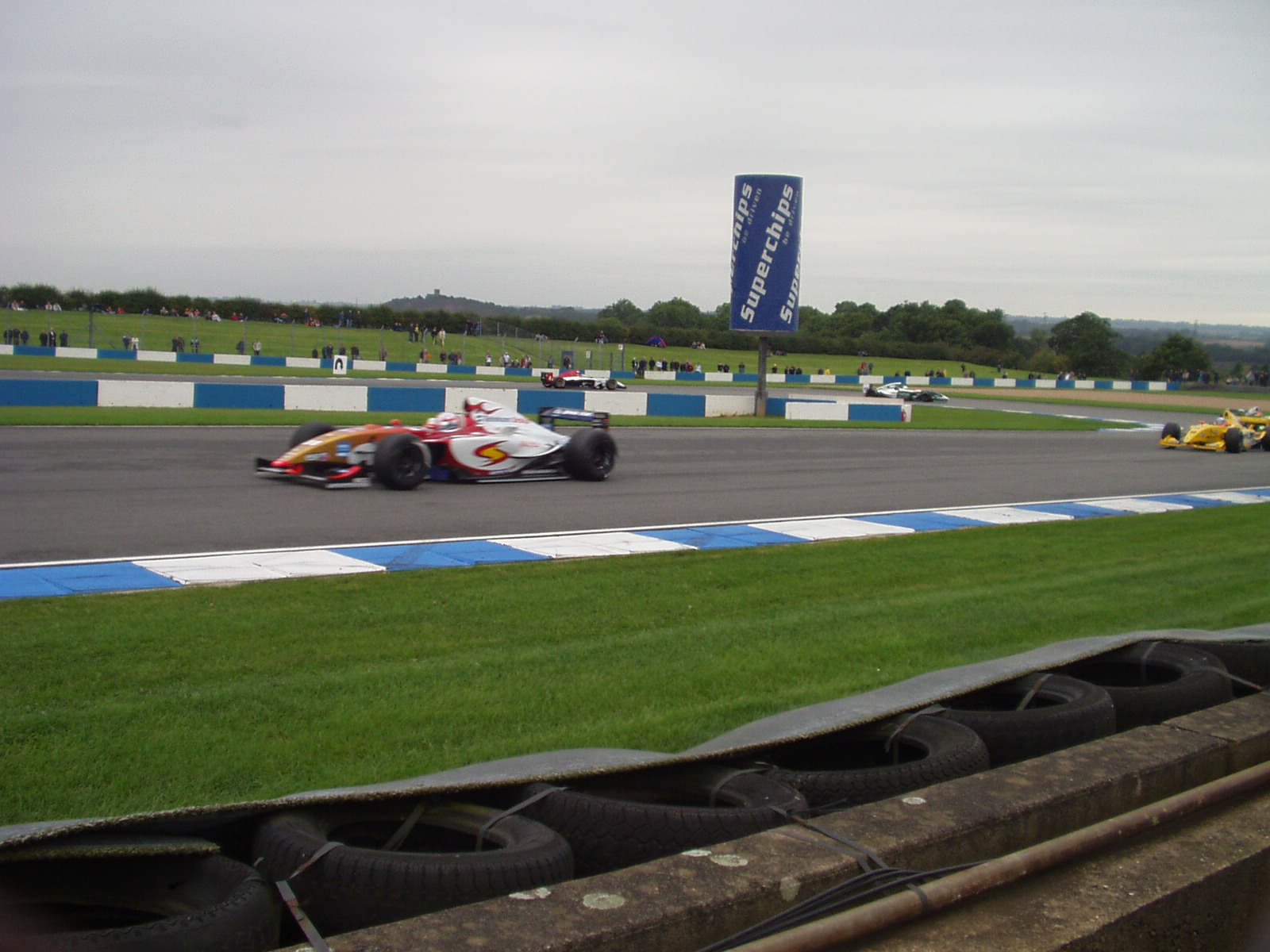
Una vettura sul circuito di Donington Park nella gara di World Series by Renault del 2005.

Le World Series by Renault, già conosciute come World Series by Nissan dal 1998 al 2004, sono un campionato motoristico. La serie consiste in tre categorie: la Formula Renault 3.5 (spesso chiamata essa stessa World Series by Renault o WSR) la Eurocup Formula Renault 2.0 e l'Eurocup Mégane Trophy.

## Storia
La serie ebbe origine dal campionato spagnolo di Formula Renault, che si disputò tra il 1991 e il 1997. La serie mondiale nacque nel 1998 col nome di Open Fortuna by Nissan, basandosi proprio sul campionato spagnolo. L'organizzazione fu della RPM Comunicacion. Il campionato mutò denominazione nel corso delle stagioni, al fine di adeguarsi a quello dello sponsor principale, anche se ad adesso vi si riferiva come Formula Nissan. In queste stagioni la vettura era costruita dalla Coloni Motorsport, dotata di un propulsore da 2 000 cm³, denominato Nissan SR20. Il valore della categoria poteva essere posto come intermedio tra la Formula 3 e la Formula 3000. Dal 2002 al 2004 la vettura fu invece la Dallara T02 e il motore adottato fu del tipo Nissan VQ30 da 3 000 cm³.
Nel frattempo, nel 2003, la Renault fece nascere la Formula Renault V6 Eurocup, quale supporto ai Super Racing Weekend di Eurosport, che comprendevano gare del Campionato Europeo Turismo e del Campionato FIA GT. La serie si basava su telai della Tatuus e motori Nissan V6 da 3 500 cm³.
Nel 2005, Renault decise di abbandonare il Super Racing Weekend e di creare la World Series by Renault e la Formula Renault 3.5 Series, fondendo di fatto la World Series by Nissan con la Formula Renault V6 Eurocup; nello stesso anno l'Eurocup Formula Renault 2.0 e l'Eurocup Mégane Trophy vennero designati quali campionati di supporto alla Formula 3.5. Nel 2010 venne aggiunta anche la F4 Eurocup 1.6, che però non venne riproposta nel 2011.
Per quanto riguarda la Formula Renault 3.5, le vetture sono sempre costruite dalla Dallara, modelli T05 (2005-2007), T08 (2008-2011) e T12 (2012-), e montano un motore V6 da 3 500 cm³ sviluppato dalla Renault in collaborazione con l'azienda Solution F sul monoblocco della Nissan 350Z. Gli pneumatici sono Michelin, i freni in carbonio, il cambio sequenziale a 6 rapporti e altre soluzioni tecniche ricordano esplicitamente la Formula 1. La serie si pone come campionato promozionale per giovani piloti che vogliono aspirare alla F1, quindi a un livello tecnico simile alla GP2 Series e alla Formula Nippon.

## Albo d'oro

### Formula Nissan
| Anno | Nome campionato              | Pilota            | Team               | World Series Lights |
| ---- | ---------------------------- | ----------------- | ------------------ | ------------------- |
| 1998 | Open Fortuna by Nissan       | Marc Gené         | Campos Motorsport  |                     |
| 1999 | Euro Open MoviStar by Nissan | Fernando Alonso   | Campos Motorsport  |                     |
| 2000 | Open Telefónica by Nissan    | Antonio García    | Campos Motorsport  |                     |
| 2001 | Open Telefónica by Nissan    | Franck Montagny   | Vergani Racing     |                     |
| 2002 | Telefónica World Series      | Ricardo Zonta     | Racing Engineering | Santiago Porteiro   |
| 2003 | Superfund World Series       | Franck Montagny   | Gabord Competition | Juan Cruz Álvarez   |
| 2004 | World Series by Nissan       | Heikki Kovalainen | Pons Racing        | Miloš Pavlović      |

### Formula Renault V6 Eurocup
| Anno | Pilota           |
| ---- | ---------------- |
| 2003 | José María López |
| 2004 | Giorgio Mondini  |

### World Series by Renault

#### Eurocup Mégane Trophy
| Anno | Pilota           | Team               |
| ---- | ---------------- | ------------------ |
| 2005 | Jan Heylen       | Racing for Belgium |
| 2006 | Jaap van Lagen   | Tech 1 Racing      |
| 2007 | Pedro Petiz      | Tech 1 Racing      |
| 2008 | Michaël Rossi    | Tech 1 Racing      |
| 2009 | Mike Verschuur   | TDS Racing         |
| 2010 | Nick Catsburg    | TDS Racing         |
| 2011 | Stefano Comini   | Oregon Team        |
| 2012 | Albert Costa     | Oregon Team        |
| 2013 | Mirko Bortolotti | Oregon Team        |